# تشارلز مونتغومري
تشارلز مونتغومري (بالإنجليزية: Charles Montgomery)‏ (و. 1968  م) هو مصور، ومصور أخبار، وصحفي، وكاتب كندي.

## التعليم
تعلم في جامعة فيكتوريا.